# Running with Scissors, Inc.

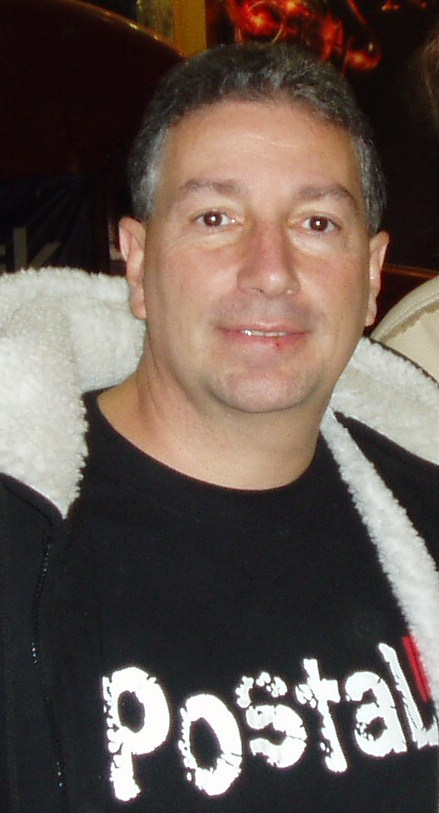
Vince Desi, o CEO da Running with Scissors

Running with Scissors, Inc. (abreviado como RWS) é uma empresa estadunidense de desenvolvimento de jogos eletrônicos com sede no Arizona, Estados Unidos. O título mais conhecido da empresa, Postal, foi publicamente rebaixado pelo Senador americando Joe Lieberman e outros críticos devido a sua extrema violência.
A empresa foi originalmente fundada sob o nome Riedel Software Productions (abreviado como RSP) nos anos 80 por Vince Desi. O primeiro jogo da empresa foi Spy vs. Spy, seguido por diversos jogos baseados em mídias infantis, incluindo Tom and Jerry e Bobby's World para Super Nintendo, como também numerosos jogos da série Sesame Street. Contudo, eventualmente os membros da empresa se cansaram de fazer jogos para crianças, o que resultou na mudança do nome para "Running with Scissors" e no início oficial do desenvolvimento de Postal.
Em abril de 2003, RWS lançou uma sequência, Postal², estrelando o ex-artista mirim Gary Coleman. O jogo contém diversas piadas às custas do senador Lieberman, e também possui uma classe inteira de inimigos modelados em cima de Osama bin Laden.

## Jogos desenvolvidos
| Ano  | Título                       | Plataforma(s)                                            |
| ---- | ---------------------------- | -------------------------------------------------------- |
| 1997 | Postal                       | Android, Linux, Mac OS Classic, macOS, Microsoft Windows |
| 1998 | Postal: Special Delivery     | Mac OS, Microsoft Windows                                |
| 2000 | Super Postal                 | Microsoft Windows                                        |
| 2003 | Postal 2                     | Linux, macOS, Microsoft Windows                          |
| 2003 | Postal 2: Share the Pain     | Linux, macOS, Microsoft Windows                          |
| 2005 | Postal 2: Apocalypse Weekend | Linux, macOS, Microsoft Windows                          |
| 2011 | Postal III                   | Microsoft Windows                                        |
| 2015 | Postal 2: Paradise Lost      | Linux, macOS, Microsoft Windows                          |
| 2016 | Postal Redux                 | Linux, Microsoft Windows, Nintendo Switch, PlayStation 4 |
| 2022 | Postal 4: No Regerts         | Microsoft Windows                                        |
| 2022 | Postal: Brain Damaged        | Microsoft Windows                                        |

### Cancelados
- Flesh and Wire e dois jogos não anunciados foram cancelados em 1999